# STS-93
La missió STS-93 va ser la missió número 95 del transbordador espacial, la número 26 del Columbia i la número 21 dels llançaments nocturns. La comandant d'aquesta missió, Eileen Collins, va esdevenir la primera dona a ocupar aquesta posició. La seva càrrega primària va ser l'observatori de raigs X Chandra. Va ser l'última missió del Columbia fins al març del 2002 a causa d'un procés d'actualització.

## Tripulació
- Eileen Collins (3), Comandant
- Jeffrey S. Ashby (1), Pilot
- Steven A. Hawley (5), especialista de la missió
- Catherine G. Coleman (2), especialista de la missió
- Michel Tognini (2), especialista de la missió -  CNES

 Entre parèntesis, el nombre de missions de l'astronauta, inclosa la STS-93

## Paràmetres de la missió
- Massa:
  - Enlairament de l'orbitador: 122.536 kg
  - Aterratge l'orbitador: 99.783 kg
  - Càrrega: 22.781 kg
- Perigeu: 260 km
- Apogeu: 280 km
- Inclinació: 28,5°
- Període: 90 minuts